# Carnaval en Costa Rica
Carnaval en Costa Rica (en inglés: Carnival in Costa Rica) es una película estadounidense, del género de comedia musical, producida por la Twenty Century Fox, dirigida por Gregory Ratoff, escrita por Samuel Hoffenstein, John Larkin, y Elizabeth Reinhardt, y protagonizada por Dick Haymes, Vera Ellen y César Romero, de 1947. La película fue filmada en los estudios de la Fox en Los Ángeles y en distintos lugares de Costa Rica usando el formato technicolor de tres negativos. La trama versa sobre un par de estudiantes costarricenses que regresan a su país y deben enfrentar a sus padres, que han arreglado un matrimonio entre ellos, mientras que ellos están enamorados de otras personas, todo durante la época del carnaval en Costa Rica.

## Sinopsis
Pepe Castro (César Romero) y Luisa Molina (Vera Ellen) vuelven a Costa Rica luego de sus estudios en los Estados Unidos, solamente para descubrir que sus respectivos padres han pactado un matrimonio arreglado para ambos. No obstante, Pepe ha traído consigo desde los Estados Unidos a su nueva enamorada Celeste (Celeste Holm), mientras que Luisa conoce a un comerciante de café estadounidense llamado Jeff Stevens (Dick Haymes). Los padres, sin embargo, continúan obstinadamente con su deseo de casarlos. La acción se da durante la época de la fiesta (o carnaval) en Costa Rica.

## Producción
El estudio se esforzó por reproducir un auténtico ambiente costarricense en el estudio, además de tener varias secuencias filmadas en Costa Rica. La película contiene algunas imprecisiones menores con respecto a las costumbres locales; estos, sin embargo, puede decirse que se encuentran en prácticamente todas las producciones musicales que, después de todo, no pretenden ser documentales, sino entretenimiento. Toda la partitura musical fue escrita por Ernesto Lecuona.
En la película se destacan los estrechos lazos entre los costarricenses y los ciudadanos estadounidenses, que aún hoy son una característica de Costa Rica, así como el hecho de que la película se estrenó muy poco tiempo antes de la Guerra Civil de Costa Rica en 1948. Esta La película puede haber ayudado a crear conciencia en los EE. UU. para ayudar a fomentar los lazos entre ambos países.
Muchos costarricenses, por las secuencias rodadas en el país antes de la guerra civil, consideran esta película de valor histórico.

## Recepción
En el sitio IMDb, la película recibió una calificación de 6.2 de 10 basada en 95 reseñas.